# Kristin Davis
Kristin Landen Davis (ur. 23 lutego 1965 w Boulder, Kolorado) – amerykańska aktorka, która po raz pierwszy zasłynęła jako Brooke Amstrong w telenoweli Melrose Place, jednak największym sukcesem stała się rola Charlotte York Goldenblatt w serialu telewizyjnym Seks w wielkim mieście wyprodukowanym przez HBO.

## Młodzieńcze lata i edukacja
Davis urodziła się w Boulder w stanie Kolorado. Była jedynaczką, a jej rodzice rozwiedli się gdy była jeszcze dzieckiem. Została adoptowana przez ojczyma – profesora University of Colorado Boulder Keitha Davisa, który związał się z jej mamą Doroty w 1968. Miała 3 przybrane siostry z pierwszego małżeństwa ojczyma. We wczesnych latach życia wraz z rodziną przeniosła się do Columbi w Karolinie Południowej, gdzie znajdowała się uczelnia ojca na której wykładał psychologię i był rektorem.
Davis chciała być aktorką już w wieku 9 lat  po tym, jak zagrała w produkcji Królewna Śnieżka i siedmiu krasnoludków w Theatre Workshop. Mieszkała w Karolinie Południowej, aż do ukończenia szkoły w 1983 roku. Następnie przeniosła się do New Jersey, gdzie studiowała w Mason Gross School of the Arts przy Rutgers University. Ukończyła studia aktorskie ze stopniem BFA (Bachelor of Fine Arts) w 1987 roku.

## Kariera

### Telewizja
Po ukończeniu studiów Davis przeprowadziła się do Nowego Jorku. W 1991 roku zagrała w kilku odcinkach serialu obyczajowego Szpital miejski. Wielki przełom nastąpił w 1995 roku, kiedy dostała rolę Brooke Armstrong Campbell w telenoweli Melrose Place. Po roku jej postać została uśmiercona przez scenarzystów. Davis dostała również role w innych serialach telewizyjnych, w tym w  Przyjaciołach, Will & Grace i  Kronikach Seinfelda. W 1998 roku Davis została wybrana do roli Charlotte York w serialu  Seks w wielkim mieście i pozostała jedną z najważniejszych postaci aż do zakończenia serii w 2004. W 1999 roku, wraz z resztą obsady, została uhonorowana na gali Women In Film Lucy Award w uznaniu za tworzenie postaci, które wzbogaciło postrzeganie kobiet za pośrednictwem telewizji. Otrzymała również nominacje do nagród Emmy za rolę Charlotte w ostatnim sezonie. Po 2004 roku występowała w kilku programach takich jak 200 największych ikon pop kultury, Soccer Moms czy Pani Pająkowa i jej przyjaciele ze Słonecznej Doliny. Była również gościnnie jurorem w programie Projekt kreator mody.

### Kino
Davis zagrała w takich filmach jak: Rekin i Lava: Przygoda w 3D, Na psa urok czy Wesołych świąt z Matthew Broderick. W 2001 wystąpiła również w świątecznym filmie kanału ABC  Trzy dni oraz w reklamie szamponu Head & Shoulders.
W 2008, a później w 2010 roku, wystąpiła jako Charlotte York Goldenblatt w filmach  Seks w wielkim mieście i  Seks w wielkim mieście 2 wyreżyserowanych przez Michaela Patricka Kinga. Obie produkcje były oparte na serialu emitowanym przez kanał HBO Seks w wielkim mieście.

### Inne przedsięwzięcia
W czerwcu 2008 roku, Belk, największa w kraju prywatna sieć domów towarowych, nawiązał współpracę z Kristin Davis.

## Życie prywatne
Davis przyznaje się, że jest alkoholiczką. Mówi, że została wprowadzona do alkoholu już w czasach młodości jako część jej południowego wychowania: „Alkohol uwolnił mnie. Byłam bardzo nieśmiała i nie wiedziałam jak wydostać się z mojej skorupy. Piłam z tego samego powodu z jakiego kocham aktorstwo. Chciałam poczuć rzeczy, wyrazić siebie i być wolnym. Naturalnie taka nie jestem”. Od wieku 22 lat pozostawała trzeźwa, później twierdząc, że: „ Brakuje mi go. Nie jest tak, że idziesz na odwyk a nałóg nagle znika”. Ma adoptowaną córkę – Gemmę Rose.

## Filmografia

### Filmy
- 1995: Dziewięć miesięcy (Nine Months) – trenerka tenisa
- 1998: Traveling Companion
- 1998: Kwaśne winogrona (Sour Grapes) – Riggs
- 2000: Wyścig o życie (Blacktop) – Sylvia
- 2005: Rekin i Lava: Przygoda w 3D (The Adventures of Sharkboy and Lavagirl in 3-D) – mama Maksa
- 2006: Na psa urok (The Shaggy Dog) – Rebecca Douglas
- 2006: Wesołych świąt (Deck the Halls) – Kelly Finch
- 2008: Seks w wielkim mieście (Sex and the City) – Charlotte York Goldenblatt
- 2009: Raj dla par (Couples Retreat) – Lucy
- 2010: Seks w wielkim mieście 2 (Sex and the City 2) – Charlotte York Goldenblatt

### Telewizja
- 1991: N.Y.P.D. Mounted
- 1991: Szpital miejski (General Hospital)
- 1992: Mann & Machine (1 odcinek)
- 1993: The Larry Sanders Show (1 odcinek)
- 1994: Doktor Quinn (Dr. Quinn, Medicine Woman, 1 odcinek)
- 1995: Ostry dyżur (ER, 1 odcinek)
- 1995: Przybysze: ciało i dusza (Alien Nation: Body and Soul)
- 1995-1996: Melrose Place (30 odcinków)
- 1996: Labirynt kłamstw (The Ultimate Lie)
- 1997: The Single Guy (1 odcinek)
- 1997: A Deadly Vision
- 1997: Kroniki Seinfelda (Seinfeld, 2 odcinki)
- 1998-2004:  Seks w wielkim mieście – Charlotte York-McDougall/Goldenblatt
- 1999: Pociąg śmierci do Denver (Atomic Train)
- 2000: Sex and the Matrix
- 2000: Take Me Home: The John Denver Story
- 2000: Przyjaciele (Friends, 1 odcinek)
- 2001: Trzy dni
- 2004: Bilet do innego świata (The Winning Season)
- 2004–2006: Pani Pająkowa i jej przyjaciele ze Słonecznej Doliny (Miss Spider's Sunny Patch Friends, 26 odcinków)
- 2004: Will & Grace (1 odcinek)
- 2005: Soccer Moms

## Nagrody
- Złota Malina
  - Najgorsza aktorka: 2010 Seks w wielkim mieście 2
  - Najgorsza ekranowa para: 2010 Seks w wielkim mieście 2
  - (cała obsada filmu)